# 逃离学校！
《逃离学校！》（日语：／ Gakkō o deyō!）是由日本轻小说作家谷川流所创作，苍鱼真青担任小说插画的轻小说作品，已出版至第6卷。